# Cephalodella plicata
Cephalodella plicata är en hjuldjursart som beskrevs av Myers 1924. Cephalodella plicata ingår i släktet Cephalodella och familjen Notommatidae. Inga underarter finns listade i Catalogue of Life.